# NGC 6267
NGC 6267 في الفهرس العام الجديد، هي مجرة، تقع في كوكبة الجاثي. اكتشفت في 15 مايو 1784 بواسطة ويليام هيرشل.

## روابط خارجية
- NGC 6267 على موقع ويكي سكاي: DSS2, SDSS, GALEX, IRAS, Hydrogen α, X-Ray, Astrophoto, Sky Map, Articles and images